# كانتون سوكومبيوس
كانتون سوكومبيوس (بالإنجليزية: Sucumbíos Canton)‏ هو كانتون في الإكوادور، يتبع سوكومبيوس.